# Mowi
Mowi ASA (до 31 декабря 2018 года Marine Harvest ASA; до 6 февраля 2007 года Pan Fish) — норвежская компания по производству морепродуктов. Работает в различных странах мира. Компания выращивает, обрабатывает и продаёт искусственно разводимого лосося. Фермы находятся в таких странах, как Норвегия, Великобритания, Канада, Ирландия, Чили, а также на Фарерских островах. Группа контролирует от 25 % до 30 % мирового рынка лосося и форели, что делает её крупнейшей компанией в отрасли.